# Schlachtgeschwader 103
Schlachtgeschwader 103 foi uma unidade de ataque ao solo da Luftwaffe que prestou serviço durante a Segunda Guerra Mundial. Foi formada no dia 18 de Outubro de 1943, e operou aeronaves Arado Ar 96, Focke-Wulf Fw 190 e Junkers Ju 87.

## Comandantes
- Major Bruno Dilley, 18 de Outubro de 1943 - Outubro de 1943
- Oberst Graf Clemens von Schönborn, Outubro de 1943 - Junho de 1944
- Major Karl Henze, 1 de Fevereiro (ou 16 de Janeiro) de 1945 - 16 de Abril de 1945[1][3]